# Guillermo Larco Cox
Guillermo Augusto Larco Cox (Trujillo, La Libertad, 19 de febrero de 1932 - San Isidro, Lima, 12 de julio del 2002) fue un ingeniero civil, diplomático y político peruano. Fue miembro del Partido Aprista Peruano y durante el primer gobierno de Alan García desempeñó los cargos de presidente del Consejo de Ministros del Perú, ministro de Relaciones Exteriores y ministro de la Presidencia. Fue también diputado y senador por la región de La Libertad, así como alcalde de la ciudad de Trujillo en dos ocasiones.

## Biografía
Guillermo Larco Cox nació el 19 de febrero de 1932 en Trujillo, ciudad ubicada en el departamento de La Libertad en el Perú. Larco fue hijo de Víctor Larco Hoyle y de Alicia Cox Roose, primera mujer en asumir la alcaldía del distrito de Miraflores en la ciudad de Lima. Fue también sobrino de Carlos Manuel Cox, uno de los fundadores del Partido Aprista Peruano.
Realizó sus estudios primarios en el Colegio Santa María Marianistas, ubicado en el distrito de Santiago de Surco en Lima, mientras que los estudios secundarios los culminó en el Colegio Militar Leoncio Prado en el Callao. Larco luego ingresó a la Universidad Nacional de Ingeniería, en la cual estudió y se graduó como ingeniero civil.
Se casó con Laura Manucci con quien tuvo 6 hijos (Laura, Guillermo [†2005], Alicia, Ricardo [†2011], Mariana y Javier). Su segundo matrimonio fue en el año 1981 con Rosana Bresciani Pawle con quien tuvo una hija, Rosana Larco Bresciani. Ese mismo año, Larco fue elegido como presidente de la Junta Directiva de la Compañía de Bomberos Trujillo N° 1.

## Carrera política
Desde muy joven fue miembro del Partido Aprista Peruano, partido político fundado por Víctor Raúl Haya de la Torre. Larco ejerció como dirigente del APRA en su natal Trujillo.
En el año 1964, Guillermo Larco Cox inició su carrera política postulando a la alcaldía de la ciudad de Trujillo por la coalición entre el Partido Aprista Peruano y la Unión Nacional Odriista, este último partido político del general Manuel Odría. Larco salió victoriosamente elegido como alcalde de Trujillo, siendo nuevamente reelegido en las elecciones del año 1966. Larco fue también perseguido político durante el Gobierno Revolucionario de la Fuerza Armada.
Durante la convocatoria del presidente Francisco Morales Bermúdez a elecciones constituyentes para el año 1978, Guillermo Larco postuló a la Asamblea Constituyente, aunque no tuvo éxito. Sin embargo en las elecciones del año 1980, Larco fue elegido como diputado aprista por la región de La Libertad para el periodo 1980-1985.
Como diputado integró diversas comisiones y fue parte de la oposición democrática al segundo gobierno de Fernando Belaúnde Terry.
En las elecciones del año 1985, Guillermo Larco decidió postular al Senado por el aprismo. El APRA esta vez era liderada por Alan García, entonces candidato presidencial y joven discípulo de Víctor Raúl Haya de la Torre. García salió victoriosamente elegido como presidente del Perú mientras que Larco logró resulta electo como senador trujillano para el periodo 1985-1990.
En julio de 1986, Guillermo Larco fue elegido como primer vicepresidente del Senado para el lapso 1986-1987, siendo bajo la presidencia de Armando Villanueva del Campo.
El 27 de junio de 1987, Guillermo Larco Cox fue nombrado por el presidente Alan García como su nuevo presidente del Consejo de Ministros del Perú, reemplazando a Luis Alva Castro quien había renunciado para ser presidente de la Cámara de Diputados. Ese mismo día de asumir el premierato, Larco fue también nombrado ministro de la Presidencia, reemplazando a Nicanor Mujica Álvarez-Calderón y siendo el segundo titular de dicho ministerio. Durante su nombramiento como titular de la PCM, Larco tuvo la histórica juramentación de la dos primeras mujeres en asumir como ministras de estado, siendo Mercedes Cabanillas (Educación) e Ilda Urízar (Salud), ambas militantes apristas.
El 17 de mayo de 1988, presentó su renuncia junto a todos los miembros de su gabinete, decisión aceptada por Alan García, quien el 12 de mayo nombró a Armando Villanueva del Campo para sustituirlo. Su dimisión fue causada por la crisis que se arrastraba desde enero del año 1988, los principales problemas a los que se enfrentaba el país, debido al fracaso del programa económico y de la política antisubversiva.
El 1 de marzo de 1989, fue nombrado ministro de Relaciones Exteriores en reemplazo de Luis Gonzales Posada. Posteriormente el 30 de septiembre de ese mismo año, Guillermo Larco asumió nuevamente la presidencia del Consejo de Ministros ante la renuncia de Luis Alberto Sánchez, quien tenía intenciones de participar en las elecciones del año 1990.
Larco se mantuvo en el cargo hasta el final del primer gobierno aprista y permaneció retirado del ámbito político. Luego del autogolpe de estado del 5 de abril del año 1992, Larco formó parte de la oposición al gobierno dictatorial de Alberto Fujimori hasta su caída en el año 2000. Ese mismo año participó nuevamente al Congreso de la República por el APRA, siendo ésta su última participación en la política.

## Fallecimiento
El 12 de julio del 2002, Guillermo Larco Cox falleció a los 70 años en la clínica San Felipe del distrito de San Isidro, ciudad donde residía. Su muerte se produjo debido a que padecía de una penosa enfermedad. Sus restos fueron velados en la Parroquia Santa María Reyna de San Isidro, donde acudieron el expresidente Alan García junto con su esposa Pilar Nores, los congresistas apristas Jorge del Castillo y Luis Alva Castro, el entonces canciller Allan Wagner y toda la militancia del Partido Aprista Peruano. Posteriormente sus restos fueron cremados en el cementerio Baquíjano y Carrillo, en el Callao.

## Premios y reconocimientos
- Gran Cruz de la Orden El Sol del Perú